# Seznam československých a českých finalistů na grandslamových turnajích v tenise
Informace jsou aktuální ke 14.7.2025 (tedy po Wimbledonu 2025 včetně).
Od roku 2011, kdy Jiří Veselý získal najednou oba chybějící juniorské tituly na Australian Open, čeká český tenis na premiérové vítězství už jen v jediné kategorii: v mužské čtyřhře na Wimbledonu. Nejblíže jeho získání byli v roce 2001 Jiří Novák a David Rikl, kteří prohráli až ve finálovém zápase. Později se dvakrát poměrně blízko dostal Radek Štěpánek, který se svým parťákem Leanderem Paesem došel v letech 2013 a 2014 do semifinále. Do souboje o titul se však ani jednou neprobojovali, přestože v obou případech byli dle nasazení papírovými favority.

## Australian Open

### Australian Open: Dvouhra mužů
| Rok  | Vítěz         | Poražený finalista | Výsledek                 |
| ---- | ------------- | ------------------ | ------------------------ |
| 1983 | Mats Wilander | Ivan Lendl         | 6–1, 6–4, 6–4            |
| 1989 | Ivan Lendl    | Miloslav Mečíř     | 6–2, 6–2, 6–2            |
| 1990 | Ivan Lendl    | Stefan Edberg      | 4–6, 7–6(7–3), 5–2 skreč |
| 1991 | Boris Becker  | Ivan Lendl         | 1–6, 6–4, 6–4, 6–4       |
| 1998 | Petr Korda    | Marcelo Ríos       | 6–2, 6–2, 6–2            |

### Australian Open: Dvouhra žen
| Rok  | Vítěz               | Poražený finalista  | Výsledek           |
| ---- | ------------------- | ------------------- | ------------------ |
| 1975 | Evonne Goolagongová | Martina Navrátilová | 6–3, 6–2           |
| 1976 | Evonne Goolagongová | Renáta Tomanová     | 6–2, 6–2           |
| 1980 | Hana Mandlíková     | Wendy Turnbullová   | 6–0, 7–5           |
| 1984 | Chris Evertová      | Helena Suková       | 6–7(4–7), 6–1, 6–3 |
| 1987 | Hana Mandlíková     | Martina Navrátilová | 7–5, 7–6(7–1)      |
| 1989 | Steffi Grafová      | Helena Suková       | 6–4, 6–4           |
| 1991 | Monika Selešová     | Jana Novotná        | 5–7, 6–3, 6–1      |
| 2019 | Naomi Ósakaová      | Petra Kvitová       | 7–6(7–2), 5–7, 6–4 |

### Australian Open: Čtyřhra žen
| Rok  | Vítěz                                      | Poražený finalista                         | Výsledek                    |
| ---- | ------------------------------------------ | ------------------------------------------ | --------------------------- |
| 1976 | Evonne Goolagongová Helen Gourlayová       | Renáta Tomanová Lesley Turnerová Bowreyová | 8–1 (zkráceno kvůli počasí) |
| 1978 | Renáta Tomanová Betsy Nagelsenová          | Naoko Satová Pam Whytcrossová              | 7–5, 6–2                    |
| 1984 | Martina Navrátilová Pam Shriverová         | Helena Suková Claudia Kohdeová-Kilschová   | 6–3, 6–4                    |
| 1985 | Martina Navrátilová Pam Shriverová         | Helena Suková Claudia Kohdeová-Kilschová   | 6–3, 6–4                    |
| 1990 | Jana Novotná Helena Suková                 | Patty Fendicková Mary Joe Fernandezová     | 7–6(7–5), 7–6(8–6)          |
| 1991 | Patty Fendicková Mary Joe Fernandezová     | Jana Novotná Gigi Fernándezová             | 7–6(7–4), 6–1               |
| 1992 | Helena Suková Arantxa Sánchezová Vicariová | Mary Joe Fernandezová Zina Garrisonová     | 6–4, 7–6(7–3)               |
| 1995 | Jana Novotná Arantxa Sánchezová Vicariová  | Gigi Fernándezová Nataša Zverevová         | 6–3, 6–7(3–7), 6–4          |
| 2015 | Lucie Šafářová Bethanie Matteková-Sandsová | Čan Jung-žan Čeng Ťie                      | 6–4, 7–6(7–5)               |
| 2016 | Martina Hingisová Sania Mirzaová           | Andrea Hlaváčková Lucie Hradecká           | 7–6(7–1), 6–3               |
| 2017 | Lucie Šafářová Bethanie Matteková-Sandsová | Andrea Hlaváčková Pcheng Šuaj              | 6–7(4–7), 6–3, 6–3          |
| 2020 | Tímea Babosová Kristina Mladenovicová      | Barbora Strýcová Sie Šu-wej                | 6–2, 6–1                    |
| 2021 | Elise Mertensová Aryna Sabalenková         | Barbora Krejčíková Kateřina Siniaková      | 6–2, 6–3                    |
| 2022 | Barbora Krejčíková Kateřina Siniaková      | Anna Danilinová Beatriz Haddad Maiová      | 6–7(3–7), 6–4, 6–4          |
| 2023 | Barbora Krejčíková Kateřina Siniaková      | Šúko Aojamová Ena Šibaharaová              | 6–4, 6–3                    |
| 2025 | Kateřina Siniaková Taylor Townsendová      | Jeļena Ostapenková Sie Šu-wej              | 6–2, 6–7(4–7), 6–3          |

### Australian Open: Čtyřhra mužů
| Rok  | Vítěz                       | Poražený finalista            | Výsledek           |
| ---- | --------------------------- | ----------------------------- | ------------------ |
| 1996 | Petr Korda Stefan Edberg    | Sebastien Lareau Alex O'Brien | 7–5, 7–5, 4–6, 6–1 |
| 2006 | Bob Bryan Mike Bryan        | Martin Damm Leander Paes      | 4–6, 6–3, 6–4      |
| 2012 | Radek Štěpánek Leander Paes | Bob Bryan Mike Bryan          | 7–6(7–1), 6–2      |
| 2016 | Jamie Murray Bruno Soares   | Radek Štěpánek Daniel Nestor  | 2–6, 6–4, 7–5      |

### Australian Open: Smíšená čtyřhra
| Rok  | Vítěz                                          | Poražený finalista                       | Výsledek                |
| ---- | ---------------------------------------------- | ---------------------------------------- | ----------------------- |
| 1988 | Jana Novotná Jim Pugh                          | Martina Navrátilová Tim Gullikson        | 5–7, 6–2, 6–4           |
| 1989 | Jana Novotná Jim Pugh                          | Zina Garrisonová Sherwood Stewart        | 6–3, 6–4                |
| 1994 | Larisa Savčenková-Neilandová Andrej Olchovskij | Helena Suková Todd Woodbridge            | 7–5, 6–7(0–7), 6–2      |
| 1995 | Nataša Zverevová Rick Leach                    | Gigi Fernándezová Cyril Suk              | 7–6(7–4), 6–7(3–7), 6–4 |
| 1998 | Venus Williamsová Justin Gimelstob             | Helena Suková Cyril Suk                  | 6–2, 6–1                |
| 2010 | Cara Blacková Leander Paes                     | Jekatěrina Makarovová Jaroslav Levinský  | 7–5, 6–3                |
| 2013 | Jarmila Gajdošová Matthew Ebden                | Lucie Hradecká František Čermák          | 6–3, 7–5                |
| 2019 | Barbora Krejčíková Rajeev Ram                  | Astra Sharmaová John-Patrick Smith       | 7–6(7–3), 6–1           |
| 2020 | Barbora Krejčíková Nikola Mektić               | Bethanie Matteková-Sandsová Jamie Murray | 5–7, 6–4, [10–1]        |
| 2021 | Barbora Krejčíková Rajeev Ram                  | Samantha Stosurová Matthew Ebden         | 6–1, 6–4                |

### Australian Open: Dvouhra juniorek
| Rok  | Vítěz             | Poražený finalista   | Výsledek      |
| ---- | ----------------- | -------------------- | ------------- |
| 2002 | Barbora Strýcová  | Maria Šarapovová     | 6–0, 7–5      |
| 2003 | Barbora Strýcová  | Viktorija Kutuzovová | 0–6, 6–2, 6–2 |
| 2004 | Šachar Pe'erová   | Nicole Vaidišová     | 6–1, 6–4      |
| 2010 | Karolína Plíšková | Laura Robsonová      | 6–1, 7–6(7–5) |
| 2013 | Ana Konjuhová     | Kateřina Siniaková   | 6–3, 6–4      |

### Australian Open: Čtyřhra juniorek
| Rok  | Vítěz                                   | Poražený finalista                          | Výsledek           |
| ---- | --------------------------------------- | ------------------------------------------- | ------------------ |
| 1989 | Andrea Strnadová Eva Švíglerová         | Nicole Prattová Angie Woolcocková           | 6–2, 6–0           |
| 1991 | Karina Habšudová Barbara Rittnerová     | Joanne Limmerová Angie Woolcocková          | 6–2, 6–0           |
| 1993 | Ludmila Richterová Joana Mantaová       | Åsa Carlssonová Cătălina Cristeaová         | 6–3, 6–2           |
| 1994 | Ludmila Varmužová Corina Morariuová     | Yvette Bastingová Alexandra Schneiderová    | 7–5, 2–6, 7–5      |
| 1995 | Ludmila Varmužová Corina Morariuová     | Saori Obataová Nami Urabeová                | 6–1, 6–2           |
| 1996 | Michaela Paštiková Jitka Schönfeldová   | Olga Barabanščikovová Mirjana Lučićová      | 6–1, 6–3           |
| 2001 | Petra Cetkovská Barbora Strýcová        | Anna Bastrikovová Světlana Kuzněcovová      | 7–6(7–3), 1–6, 6–4 |
| 2003 | Casey Dellacquová Adriana Sziliová      | Petra Cetkovská Barbora Strýcová            | 6–3, 4–4 skreč     |
| 2004 | Čan Jung-žan Sun Šeng-nan               | Veronika Chvojková Nicole Vaidišová         | 7–5, 6–3           |
| 2005 | Viktoria Azarenková Marina Erakovicová  | Nikola Fraňková Ágnes Szávayová             | 6–0, 6–2           |
| 2013 | Carol Zhaová Ana Konjuhová              | Barbora Krejčíková Oleksandra Korashviliová | 5–7, 6–4, [10–7]   |
| 2015 | Miriam Kolodziejová Markéta Vondroušová | Greet Minnenová Katharina Hobgarski         | 7–5, 6–4           |
| 2024 | Tyra Caterina Grantová Iva Jovicová     | Julie Paštiková Julia Stuseková             | 6–3, 6–1           |

### Australian Open: Dvouhra juniorů
| Rok  | Vítěz          | Poražený finalista | Výsledek                |
| ---- | -------------- | ------------------ | ----------------------- |
| 2011 | Jiří Veselý    | Luke Saville       | 6–0, 6–3                |
| 2022 | Bruno Kuzuhara | Jakub Menšík       | 7–6(7–4), 6–7(6–8), 7–5 |
| 2024 | Rei Sakamoto   | Jan Kumstát        | 3–6, 7–6(7–2), 7–5      |

### Australian Open: Čtyřhra juniorů
| Rok  | Vítěz                             | Poražený finalista                 | Výsledek          |
| ---- | --------------------------------- | ---------------------------------- | ----------------- |
| 1985 | Brett Custer David Macpherson     | Petr Korda Cyril Suk               | 7–5, 6–2          |
| 1999 | Jürgen Melzer Kristian Pless      | Ladislav Chramosta Michal Navrátil | 6–7, 6–3, 6–0     |
| 2011 | Jiří Veselý Filip Horanský        | Ben Wagland Andrew Whittington     | 6–4, 6–4          |
| 2012 | Liam Broady Joshua Ward-Hibbert   | Adam Pavlásek Filip Veger          | 6–3, 6–2          |
| 2016 | Alex de Minaur Blake Ellis        | Patrik Rikl Lukáš Klein            | 3–6, 7–5, [12–10] |
| 2019 | Jonáš Forejtek Dalibor Svrčina    | Cannon Kingsley Emilio Nava        | 7–6(7–5), 6–4     |
| 2024 | Maxwell Exsted Cooper Woestendick | Petr Brunclík Viktor Frydrych      | 6–3, 7–5          |
| 2025 | Maxwell Exsted Jan Kumstát        | Ognjen Milić Egor Pleshivtsev      | 7–6(8–6), 6–3     |

## French Open

### French Open: Dvouhra mužů
| Rok  | Vítěz          | Poražený finalista | Výsledek                |
| ---- | -------------- | ------------------ | ----------------------- |
| 1938 | Don Budge      | Roderich Menzel    | 6–3, 6–2, 6–4           |
| 1946 | Marcel Bernard | Jaroslav Drobný    | 3–6, 2–6, 6–1, 6–4, 6–3 |
| 1948 | Frank Parker   | Jaroslav Drobný    | 6–4, 7–5, 5–7, 8–6      |
| 1970 | Jan Kodeš      | Željko Franulović  | 6–2, 6–4, 6–0           |
| 1971 | Jan Kodeš      | Ilie Năstase       | 8–6, 6–2, 2–6, 7–5      |
| 1981 | Björn Borg     | Ivan Lendl         | 6–1, 4–6, 6–2, 3–6, 6–1 |
| 1984 | Ivan Lendl     | John McEnroe       | 3–6, 2–6, 6–4, 7–5, 7–5 |
| 1985 | Mats Wilander  | Ivan Lendl         | 3–6, 6–4, 6–2, 6–2      |
| 1986 | Ivan Lendl     | Mikael Pernfors    | 6–3, 6–2, 6–4           |
| 1987 | Ivan Lendl     | Mats Wilander      | 7–5, 6–2, 3–6, 7–6(7–3) |
| 1992 | Jim Courier    | Petr Korda         | 7–5, 6–2, 6–1           |

### French Open: Dvouhra žen
| Rok  | Vítěz              | Poražený finalista         | Výsledek           |
| ---- | ------------------ | -------------------------- | ------------------ |
| 1975 | Chris Evertová     | Martina Navrátilová        | 2–6, 6–2, 6–1      |
| 1976 | Sue Barkerová      | Renáta Tomanová            | 6–2, 0–6, 6–2      |
| 1981 | Hana Mandlíková    | Sylvia Haniková            | 6–2, 6–4           |
| 2015 | Serena Williamsová | Lucie Šafářová             | 6–3, 6–7(2–7), 6–2 |
| 2019 | Ashleigh Bartyová  | Markéta Vondroušová        | 6–1, 6–3           |
| 2021 | Barbora Krejčíková | Anastasija Pavljučenkovová | 6–1, 2–6, 6–4      |
| 2023 | Iga Świąteková     | Karolína Muchová           | 6–2, 5–7, 6–4      |

### French Open: Čtyřhra žen
| Rok  | Vítěz                                      | Poražený finalista                         | Výsledek           |
| ---- | ------------------------------------------ | ------------------------------------------ | ------------------ |
| 1975 | Martina Navrátilová Chris Evertová         | Julie Anthonyová Olga Morozovová           | 6–3, 6–2           |
| 1977 | Regina Maršíková Pam Teeguardenová         | Rayni Foxová Helen Gourlay Cawley          | 5–7, 6–4, 6–2      |
| 1984 | Martina Navrátilová Pam Shriverová         | Hana Mandlíková Claudia Kohdeová-Kilschová | 5–7, 6–3, 6–2      |
| 1985 | Martina Navrátilová Pam Shriverová         | Helena Suková Claudia Kohdeová-Kilschová   | 4–6, 6–2, 6–2      |
| 1988 | Martina Navrátilová Pam Shriverová         | Helena Suková Claudia Kohdeová-Kilschová   | 6–2, 7–5           |
| 1990 | Jana Novotná Helena Suková                 | Larisa Neilandová Nataša Zverevová         | 6–4, 7–5           |
| 1991 | Jana Novotná Gigi Fernándezová             | Larisa Neilandová Nataša Zverevová         | 6–4, 6–0           |
| 1993 | Gigi Fernándezová Nataša Zverevová         | Jana Novotná Larisa Neilandová             | 6–3, 7–5           |
| 1995 | Gigi Fernándezová Nataša Zverevová         | Jana Novotná Arantxa Sánchezová Vicariová  | 6–7(6–8), 6–4, 7–5 |
| 1998 | Jana Novotná Martina Hingisová             | Lindsay Davenportová Nataša Zverevová      | 6–1, 7–6(7–4)      |
| 2010 | Serena Williamsová Venus Williamsová       | Květa Peschkeová Katarina Srebotniková     | 6–2, 6–3           |
| 2011 | Lucie Hradecká Andrea Hlaváčková           | Jelena Vesninová Sania Mirzaová            | 6–4, 6–3           |
| 2015 | Lucie Šafářová Bethanie Matteková-Sandsová | Casey Dellacquová Jaroslava Švedovová      | 3–6, 6–4, 6–2      |
| 2017 | Lucie Šafářová Bethanie Matteková-Sandsová | Ashleigh Bartyová Casey Dellacquová        | 6–2, 6–1           |
| 2018 | Barbora Krejčíková Kateřina Siniaková      | Eri Hozumiová Makoto Ninomijová            | 6–3, 6–3           |
| 2021 | Barbora Krejčíková Kateřina Siniaková      | Bethanie Matteková-Sandsová Iga Świąteková | 6–4, 6–2           |
| 2024 | Kateřina Siniaková Coco Gauffová           | Sara Erraniová Jasmine Paoliniová          | 7–6(7–5), 6–3      |

### French Open: Čtyřhra mužů
| Rok  | Vítěz                               | Poražený finalista             | Výsledek                       |
| ---- | ----------------------------------- | ------------------------------ | ------------------------------ |
| 1948 | Jaroslav Drobný Lennart Bergelin    | Harry Hopman Frank Sedgman     | 8–6, 6–1, 12–10                |
| 1977 | Brian Gottfried Raúl Ramírez        | Jan Kodeš Wojciech Fibak       | 7–6, 4–6, 6–3, 6–4             |
| 1984 | Henri Leconte Yannick Noah          | Pavel Složil Tomáš Šmíd        | 6–4, 2–6, 3–6, 6–3, 6–2        |
| 1986 | Tomáš Šmíd John Fitzgerald          | Stefan Edberg Anders Järryd    | 6–3, 4–6, 6–3, 6–7(4-7), 14–12 |
| 1990 | Sergio Casal Emilio Sánchez Vicario | Petr Korda Goran Ivanišević    | 7–5, 6–3                       |
| 1996 | Daniel Vacek Jevgenij Kafelnikov    | Guy Forget Jakob Hlasek        | 6–2, 6–3                       |
| 1997 | Daniel Vacek Jevgenij Kafelnikov    | Mark Woodforde Todd Woodbridge | 7–6(14–12), 4–6, 6–3           |
| 2001 | Maheš Bhúpatí Leander Paes          | Petr Pála Pavel Vízner         | 7–6(7–5), 6–3                  |
| 2007 | Mark Knowles Daniel Nestor          | Lukáš Dlouhý Pavel Vízner      | 2–6, 6–3, 6–4                  |
| 2009 | Lukáš Dlouhý Leander Paes           | Wesley Moodie Dick Norman      | 3–6, 6–3, 6–2                  |
| 2010 | Daniel Nestor Nenad Zimonjić        | Lukáš Dlouhý Leander Paes      | 7–5, 6–2                       |

### French Open: Smíšená čtyřhra
| Rok  | Vítěz                                       | Poražený finalista                    | Výsledek         |
| ---- | ------------------------------------------- | ------------------------------------- | ---------------- |
| 1948 | Patricia Canningová Toddová Jaroslav Drobný | Doris Hartová Frank Sedgman           | 6–3, 3–6, 6–3    |
| 1957 | Věra Pužejová Jiří Javorský                 | Edda Budingová Luis Ayala             | 6–3, 6–4         |
| 1961 | Darlene Hardová Rod Laver                   | Věra Pužejová Jiří Javorský           | 6–0, 2–6, 6–3    |
| 1974 | Martina Navrátilová Ivan Molina             | Rosie Reyesová Darmonová Marcelo Lara | 6–3, 6–3         |
| 1978 | Renáta Tomanová Pavel Složil                | Virginia Ruziciová Patrice Dominguez  | 7–6 skreč        |
| 1980 | Anne Smithová Billy Martin                  | Renáta Tomanová Stanislav Birner      | 2–6, 6–4, 8–6    |
| 1991 | Helena Suková Cyril Suk                     | Caroline Visová Paul Haarhuis         | 3–6, 6–4, 6–1    |
| 2013 | Lucie Hradecká František Čermák             | Kristina Mladenovicová Daniel Nestor  | 1–6, 6–4, [10–6] |
| 2015 | Bethanie Matteková-Sandsová Mike Bryan      | Lucie Hradecká Marcin Matkowski       | 7–6(7–3), 6–1    |

### French Open: Dvouhra juniorek
| Rok  | Vítěz                | Poražený finalista  | Výsledek      |
| ---- | -------------------- | ------------------- | ------------- |
| 1970 | Veronica Burtonová   | Renáta Tomanová     | 6–4, 6–4      |
| 1972 | Renáta Tomanová      | Mima Jaušovecová    | 6–2, 6–3      |
| 1973 | Mima Jaušovecová     | Regina Maršíková    | 6–3, 6–2      |
| 1975 | Regina Maršíková     | Linda Mottramová    | 6–3, 5–7, 6–2 |
| 1977 | Anne Smithová        | Hana Strachoňová    | 6–3, 7–6      |
| 1978 | Hana Mandlíková      | Maria Rothschildová | 6–0, 6–1      |
| 1981 | Bonnie Gaduseková    | Helena Suková       | 6–7, 6–1, 6–4 |
| 1987 | Nataša Zverevová     | Jana Pospíšilová    | 6–1, 6–0      |
| 1989 | Jennifer Capriatiová | Eva Švíglerová      | 6–4, 6–0      |
| 2021 | Linda Nosková        | Erika Andrejevová   | 7–6(7–3), 6–3 |
| 2022 | Lucie Havlíčková     | Solana Sierraová    | 6–3, 6–3      |
| 2024 | Tereza Valentová     | Laura Samson        | 6–3, 7–6(7–0) |

### French Open: Čtyřhra juniorek
| Rok  | Vítěz                                                | Poražený finalista                         | Výsledek         |
| ---- | ---------------------------------------------------- | ------------------------------------------ | ---------------- |
| 1985 | Mariana Perezová Roldanová Patricia Tarabiniová      | Andrea Holíková Radka Zrubáková            | 6–3, 5–7, 6–4    |
| 1991 | Eva Besová Inés Gorrochateguiová                     | Zdeňka Málková Eva Martincová              | 6–1, 6–3         |
| 1994 | Martina Hingisová Henrieta Nagyová                   | Lenka Cenková Ludmila Richterová           | 6–3, 6–2         |
| 1995 | Ludmila Varmužová Corina Morariuová                  | Alice Canepaová Giulia Casoniová           | 7–6, 7–5         |
| 1996 | Alice Canepaová Giulia Casoniová                     | Ludmila Varmužová Anna Kurnikovová         | 6–2, 5–7, 7–5    |
| 2001 | Petra Cetkovská Renata Voráčová                      | Neyssa Etienneová Annette Kolbová          | 6–3, 3–6, 6–3    |
| 2002 | Barbora Strýcová Anna-Lena Grönefeldová              | Sie Šu-wej Světlana Kuzněcovová            | 7–5, 7–5         |
| 2003 | Marta Fragaová Pérezová Adriana Gonzálezová Peñasová | Kateřina Böhmová Michaëlla Krajiceková     | 6–0, 6–3         |
| 2004 | Kateřina Böhmová Michaëlla Krajiceková               | Irina Kotkinová Jaroslava Švedovová        | 6–3, 6–2         |
| 2013 | Barbora Krejčíková Kateřina Siniaková                | Doménica Gonzálezová Beatriz Haddad Maiová | 7–5, 6–2         |
| 2014 | Ioana Ducuová Ioana Loredana Roșcaová                | Markéta Vondroušová Catherine Bellisová    | 6–1, 5–7, [11–9] |
| 2015 | Miriam Kolodziejová Markéta Vondroušová              | Caroline Dolehideová Katerina Stewartová   | 6–0, 6–3         |
| 2022 | Sára Bejlek Lucie Havlíčková                         | Nikola Bartůňková Céline Naefová           | 6–3, 6–3         |
| 2024 | Tereza Valentová Renáta Jamrichová                   | Tyra Caterina Grantová Iva Jovicová        | 6–4, 6–4         |
| 2025 | Eva Bennemannová Sonja Zhenikhovová                  | Alena Kovačková Jana Kovačková             | 4–6, 6–4, [10–8] |

### French Open: Dvouhra juniorů
| Rok  | Vítěz        | Poražený finalista | Výsledek |
| ---- | ------------ | ------------------ | -------- |
| 1973 | Víctor Pecci | Pavel Složil       | 6–4, 6–4 |
| 1978 | Ivan Lendl   | Per Hjertquist     | 7–6, 6–4 |

### French Open: Čtyřhra juniorů
| Rok  | Vítěz                      | Poražený finalista                  | Výsledek         |
| ---- | -------------------------- | ----------------------------------- | ---------------- |
| 1985 | Petr Korda Cyril Suk       | Vladimir Gabričidze Alexandr Volkov | 4–6, 6–0, 7–5    |
| 2012 | Andrew Harris Nick Kyrgios | Adam Pavlásek Václav Šafránek       | 6–4, 2–6, [10–7] |
| 2016 | Patrik Rikl Yshai Oliel    | Chung Yun-seong Orlando Luz         | 6–3, 6–4         |
| 2018 | Ondřej Štyler Naoki Tajima | Ray Ho Tseng Chun-hsin              | 6–4, 6–4         |

## Wimbledon

### Wimbledon: Dvouhra mužů
| Rok  | Vítěz         | Poražený finalista | Výsledek                |
| ---- | ------------- | ------------------ | ----------------------- |
| 1949 | Ted Schroeder | Jaroslav Drobný    | 3–6, 6–0, 6–3, 4–6, 6–4 |
| 1973 | Jan Kodeš     | Alex Metreveli     | 6–1, 9–8, 6–3           |
| 1986 | Boris Becker  | Ivan Lendl         | 6–4, 6–3, 7–5           |
| 1987 | Pat Cash      | Ivan Lendl         | 7–6(7–5), 6–2, 7–5      |
| 2010 | Rafael Nadal  | Tomáš Berdych      | 6–3, 7–5, 6–4           |

### Wimbledon: Dvouhra žen
| Rok  | Vítěz               | Poražený finalista   | Výsledek           |
| ---- | ------------------- | -------------------- | ------------------ |
| 1962 | Karen Susmanová     | Věra Pužejová Suková | 6–4, 6–4           |
| 1981 | Chris Evertová      | Hana Mandlíková      | 6–2, 6–2           |
| 1986 | Martina Navrátilová | Hana Mandlíková      | 7–6(7–1), 6–3      |
| 1993 | Steffi Grafová      | Jana Novotná         | 7–6(8–6), 1–6, 6–4 |
| 1997 | Martina Hingisová   | Jana Novotná         | 2–6, 6–3, 6–3      |
| 1998 | Jana Novotná        | Nathalie Tauziatová  | 6–4, 7–6(7–2)      |
| 2011 | Petra Kvitová       | Maria Šarapovová     | 6–3, 6–4           |
| 2014 | Petra Kvitová       | Eugenie Bouchardová  | 6–3, 6–0           |
| 2021 | Ashleigh Bartyová   | Karolína Plíšková    | 6–3, 6–7(4–7), 6–3 |
| 2023 | Markéta Vondroušová | Ons Džabúrová        | 6–4, 6–4           |
| 2024 | Barbora Krejčíková  | Jasmine Paoliniová   | 6–2, 2–6, 6–4      |

### Wimbledon: Čtyřhra žen
| Rok  | Vítěz                                     | Poražený finalista                        | Výsledek           |
| ---- | ----------------------------------------- | ----------------------------------------- | ------------------ |
| 1986 | Martina Navrátilová Pam Shriverová        | Hana Mandlíková Wendy Turnbullová         | 6–1, 6–3           |
| 1987 | Helena Suková Claudia Kohdeová-Kilschová  | Betsy Nagelsenová Elizabeth Smylieová     | 7–5, 7–5           |
| 1989 | Jana Novotná Helena Suková                | Larisa Neilandová Nataša Zverevová        | 6–1, 6–2           |
| 1990 | Jana Novotná Helena Suková                | Kathy Jordanová Elizabeth Smylieová       | 6–4, 6–1           |
| 1991 | Larisa Neilandová Nataša Zverevová        | Jana Novotná Gigi Fernándezová            | 6–4, 3–6, 8–6      |
| 1992 | Gigi Fernándezová Nataša Zverevová        | Jana Novotná Larisa Neilandová            | 6–4, 6–1           |
| 1993 | Gigi Fernándezová Nataša Zverevová        | Jana Novotná Larisa Neilandová            | 6–4, 6–7(4–7), 6–4 |
| 1994 | Gigi Fernándezová Nataša Zverevová        | Jana Novotná Arantxa Sánchezová Vicariová | 6–4, 6–1           |
| 1995 | Jana Novotná Arantxa Sánchezová Vicariová | Gigi Fernándezová Nataša Zverevová        | 5–7, 7–5, 6–4      |
| 1996 | Helena Suková Martina Hingisová           | Meredith McGrathová Larisa Neilandová     | 5–7, 7–5, 6–1      |
| 1998 | Jana Novotná Martina Hingisová            | Lindsay Davenportová Nataša Zverevová     | 6–3, 3–6, 8–6      |
| 2011 | Květa Peschkeová Katarina Srebotniková    | Sabine Lisická Samantha Stosurová         | 6–3, 6–1           |
| 2012 | Venus Williamsová Serena Williamsová      | Andrea Hlaváčková Lucie Hradecká          | 7–5, 6–4           |
| 2018 | Barbora Krejčíková Kateřina Siniaková     | Květa Peschkeová Nicole Melicharová       | 6–4, 4–6, 6–0      |
| 2019 | Barbora Strýcová Sie Šu-wej               | Gabriela Dabrowská Sü I-fan               | 6−2, 6−4           |
| 2022 | Barbora Krejčíková Kateřina Siniaková     | Elise Mertensová Čang Šuaj                | 6−2, 6−4           |
| 2023 | Barbora Strýcová Sie Šu-wej               | Storm Hunterová Elise Mertensová          | 7–5, 6–4           |
| 2024 | Kateřina Siniaková Taylor Townsendová     | Gabriela Dabrowská Erin Routliffeová      | 7–6(7–5), 7–6(7–1) |

### Wimbledon: Čtyřhra mužů
| Rok  | Vítěz                       | Poražený finalista    | Výsledek                |
| ---- | --------------------------- | --------------------- | ----------------------- |
| 2001 | Donald Johnson Jared Palmer | Jiří Novák David Rikl | 6–4, 4–6, 6–3, 7–6(8–6) |

### Wimbledon: Smíšená čtyřhra
| Rok  | Vítěz                              | Poražený finalista                  | Výsledek           |
| ---- | ---------------------------------- | ----------------------------------- | ------------------ |
| 1989 | Jana Novotná Jim Pugh              | Jenny Byrneová Mark Kratzmann       | 6–4, 5–7, 6–4      |
| 1992 | Larisa Neilandová Cyril Suk        | Miriam Oremansová Jacco Eltingh     | 7–6(7–2), 6–2      |
| 1994 | Helena Suková Todd Woodbridge      | Lori McNeilová T. J. Middleton      | 3–6, 7–5, 6–3      |
| 1995 | Martina Navrátilová Jonathan Stark | Gigi Fernándezová Cyril Suk         | 6–4, 6–4           |
| 1996 | Helena Suková Cyril Suk            | Larisa Neilandová Mark Woodforde    | 1–6, 6–3, 6–2      |
| 1997 | Helena Suková Cyril Suk            | Larisa Neilandová Andrej Olchovskij | 4–6, 6–3, 6–4      |
| 2001 | Daniela Hantuchová Leoš Friedl     | Liezel Huberová Mike Bryan          | 4–6, 6–3, 6–2      |
| 2011 | Iveta Benešová Jürgen Melzer       | Jelena Vesninová Maheš Bhúpatí      | 6–3, 6–2           |
| 2025 | Kateřina Siniaková Sem Verbeek     | Luisa Stefaniová Joe Salisbury      | 7–6(7–3), 7–6(7–3) |

### Wimbledon: Dvouhra juniorek
| Rok  | Vítěz                | Poražený finalista  | Výsledek      |
| ---- | -------------------- | ------------------- | ------------- |
| 1948 | Olga Míšková         | Violet Rigolletová  | 6–4, 6–2      |
| 1973 | Ann Kiyomurová       | Martina Navrátilová | 6–4, 7–5      |
| 1975 | Nataša Chmyrevová    | Regina Maršíková    | 6–4, 6–3      |
| 1978 | Tracy Austinová      | Hana Mandlíková     | 6–0, 3–6, 6–4 |
| 1982 | Catherine Tanvierová | Helena Suková       | 6–2, 7–5      |
| 1985 | Andrea Holíková      | Jenny Byrneová      | 7–5, 6–1      |
| 1989 | Andrea Strnadová     | Meredith McGrathová | 6–2, 6–3      |
| 1990 | Andrea Strnadová     | Kirrily Sharpeová   | 6–2, 6–4      |
| 2010 | Kristýna Plíšková    | Sačie Išizuová      | 6–3, 4–6, 6–4 |
| 2023 | Clervie Ngounoueová  | Nikola Bartůňková   | 6–2, 6–2      |

### Wimbledon: Čtyřhra juniorek
| Rok  | Vítěz                                    | Poražený finalista                        | Výsledek      |
| ---- | ---------------------------------------- | ----------------------------------------- | ------------- |
| 1989 | Jennifer Capriatiová Meredith McGrathová | Andrea Strnadová Eva Švíglerová           | 6–4, 6–2      |
| 1990 | Karina Habšudová Andrea Strnadová        | Nicole Prattová Kirrily Sharpeová         | 6–3, 6–2      |
| 1994 | Nannie de Villiersová Lizzy Jelfsová     | Ludmila Varmužová Corina Morariuová       | 6–3, 6–4      |
| 1999 | Dája Bedáňová María Emilia Salerniová    | Tatiana Perebijnisová Iroda Tuljaganovová | 6–1, 2–6, 6–2 |
| 2000 | Tatiana Perebijnisová Ioana Gasparová    | Dája Bedáňová María Emilia Salerniová     | 7–6(7-2), 6–3 |
| 2002 | Barbora Strýcová Elke Clijstersová       | Ally Bakerová Anna-Lena Grönefeldová      | 6–4, 5–7, 8–6 |
| 2003 | Alisa Klejbanovová Sania Mirzaová        | Kateřina Böhmová Michaëlla Krajiceková    | 2–6, 6–3, 6–2 |
| 2013 | Barbora Krejčíková Kateřina Siniaková    | Anhelina Kalininová Iryna Šimanovičová    | 6–3, 6–1      |
| 2014 | Tami Grendeová Ye Qiuyu                  | Marie Bouzková Dalma Gálfiová             | 6–2, 7–6(7–5) |
| 2023 | Alena Kovačková Laura Samsonová          | Hannah Klugmanová Isabelle Lacyová        | 6–4, 7–5      |
| 2025 | Vendula Valdmannová Kristina Penickova   | Thea Frodinová Julieta Parejaová          | 6–4, 6–2      |

### Wimbledon: Dvouhra juniorů
| Rok  | Vítěz       | Poražený finalista | Výsledek |
| ---- | ----------- | ------------------ | -------- |
| 1978 | Ivan Lendl  | Jeff Turpin        | 6–3, 6–4 |
| 1992 | David Škoch | Brian Dunn         | 6–4, 6–3 |

### Wimbledon: Čtyřhra juniorů
| Rok  | Vítěz                                  | Poražený finalista              | Výsledek              |
| ---- | -------------------------------------- | ------------------------------- | --------------------- |
| 1985 | Agustín Moreno Jaime Yzaga             | Petr Korda Cyril Suk            | 7–6(7–3), 6–4         |
| 1986 | Petr Korda Tomás Carbonell             | Shane Barr Hubert Karrasch      | 6–1, 6–1              |
| 1988 | Jason Stoltenberg Todd Woodbridge      | David Rikl Tomáš Anzari         | 6–4, 1–6, 7–5         |
| 2007 | Daniel-Alejandro Lopez Matteo Trevisan | Roman Jebavý Martin Kližan      | 7–6(7–5), 4–6, [10–8] |
| 2011 | George Morgan Mate Pavić               | Jiří Veselý Oliver Golding      | 3–6, 6–4, 7–5         |
| 2017 | Axel Geller Hsu Yu-hsiou               | Michael Vrbenský Jurij Rodionov | 6–4, 6–4              |
| 2018 | Yankı Erel Otto Virtanen               | Ondřej Štyler Nicolás Mejía     | 7–6(7–5), 6–4         |
| 2019 | Jonáš Forejtek Jiří Lehečka            | Liam Draxl Govind Nanda         | 7−5, 6−4              |
| 2023 | Jakub Filip Gabriele Vulpitta          | Branko Đurić Arthur Gea         | 6–3, 6–3              |
| 2024 | Alexander Razeghi Max Schönhaus        | Jan Klimas Jan Kumstát          | 7–6(7–1), 6–4         |

## US Open

### US Open: Dvouhra mužů
| Rok  | Vítěz         | Poražený finalista | Výsledek                     |
| ---- | ------------- | ------------------ | ---------------------------- |
| 1971 | Stan Smith    | Jan Kodeš          | 3–6, 6–3, 6–2, 7–6(5–3)      |
| 1973 | John Newcombe | Jan Kodeš          | 6–4, 1–6, 4–6, 6–2, 6–3      |
| 1982 | Jimmy Connors | Ivan Lendl         | 6–3, 6–2, 4–6, 6–4           |
| 1983 | Jimmy Connors | Ivan Lendl         | 6–3, 6–7(2–7), 7–5, 6–0      |
| 1984 | John McEnroe  | Ivan Lendl         | 6–3, 6–4, 6–1                |
| 1985 | Ivan Lendl    | John McEnroe       | 7–6(7–4), 6–3, 6–4           |
| 1986 | Ivan Lendl    | Miloslav Mečíř     | 6–4, 6–2, 6–0                |
| 1987 | Ivan Lendl    | Mats Wilander      | 6–7(0–7), 6–0, 7–6(7–4), 6–4 |
| 1988 | Mats Wilander | Ivan Lendl         | 6–4, 4–6, 6–3, 5–7, 6–4      |
| 1989 | Boris Becker  | Ivan Lendl         | 7–6(7–2), 1–6, 6–3, 7–6(7–4) |

### US Open: Dvouhra žen
| Rok  | Vítěz               | Poražený finalista  | Výsledek                |
| ---- | ------------------- | ------------------- | ----------------------- |
| 1980 | Chris Evertová      | Hana Mandlíková     | 5–7, 6–1, 6–1           |
| 1982 | Chris Evertová      | Hana Mandlíková     | 6–3, 6–1                |
| 1985 | Hana Mandlíková     | Martina Navrátilová | 7–6(7–3), 1–6, 7–6(7–2) |
| 1986 | Martina Navrátilová | Helena Suková       | 6–3, 6–2                |
| 1993 | Steffi Grafová      | Helena Suková       | 6–3, 6–3                |
| 2016 | Angelique Kerberová | Karolína Plíšková   | 6–3, 4–6, 6–4           |

### US Open: Čtyřhra žen
| Rok  | Vítěz                                      | Poražený finalista                        | Výsledek           |
| ---- | ------------------------------------------ | ----------------------------------------- | ------------------ |
| 1985 | Helena Suková Claudia Kohdeová-Kilschová   | Martina Navrátilová Pam Shriverová        | 6–7(5–7), 6–2, 6–3 |
| 1986 | Martina Navrátilová Pam Shriverová         | Hana Mandlíková Wendy Turnbullová         | 6–4, 3–6, 6–3      |
| 1990 | Martina Navrátilová Gigi Fernándezová      | Jana Novotná Helena Suková                | 6–2, 6–4           |
| 1991 | Pam Shriverová Nataša Zverevová            | Jana Novotná Larisa Neilandová            | 6–4, 4–6, 7–6(7–5) |
| 1992 | Gigi Fernándezová Nataša Zverevová         | Jana Novotná Larisa Neilandová            | 7–6(7–4), 6–1      |
| 1993 | Helena Suková Arantxa Sánchezová Vicariová | Amanda Coetzerová Inés Gorrochateguiová   | 6–4, 6–2           |
| 1994 | Jana Novotná Arantxa Sánchezová Vicariová  | Katerina Malejevová Robin Whiteová        | 6–3, 6–3           |
| 1996 | Gigi Fernándezová Nataša Zverevová         | Jana Novotná Arantxa Sánchezová Vicariová | 1–6, 6–1, 6–4      |
| 1997 | Jana Novotná Lindsay Davenportová          | Gigi Fernándezová Nataša Zverevová        | 6–3, 6–4           |
| 1998 | Jana Novotná Martina Hingisová             | Lindsay Davenportová Nataša Zverevová     | 6–3, 6–3           |
| 2012 | Sara Erraniová Roberta Vinciová            | Andrea Hlaváčková Lucie Hradecká          | 6–4, 6–2           |
| 2013 | Andrea Hlaváčková Lucie Hradecká           | Ashleigh Bartyová Casey Dellacquaová      | 6–7(4–7), 6–1, 6–4 |
| 2016 | Lucie Šafářová Bethanie Matteková-Sandsová | Caroline Garciaová Kristina Mladenovicová | 2–6, 7–6(7–5), 6–4 |
| 2017 | Čan Jung-žan Martina Hingisová             | Kateřina Siniaková Lucie Hradecká         | 6–3, 6–2           |
| 2022 | Barbora Krejčíková Kateřina Siniaková      | Caty McNallyová Taylor Townsendová        | 3–6, 7–5, 6–1      |

### US Open: Čtyřhra mužů
| Rok  | Vítěz                            | Poražený finalista           | Výsledek             |
| ---- | -------------------------------- | ---------------------------- | -------------------- |
| 1984 | Tomáš Šmíd John Fitzgerald       | Stefan Edberg Anders Järryd  | 7–6(7–5), 6–3, 6–3   |
| 1993 | Ken Flach Rick Leach             | Martin Damm Karel Nováček    | 6–7(3–7), 6–4, 6–2   |
| 1997 | Daniel Vacek Jevgenij Kafelnikov | Jonas Björkman Nicklas Kulti | 7–6(10–8), 6–3       |
| 1998 | Cyril Suk Sandon Stolle          | Mark Knowles Daniel Nestor   | 4–6, 7–6(10–8), 6–2  |
| 2002 | Maheš Bhúpatí Max Mirnyj         | Jiří Novák Radek Štěpánek    | 6–3, 3–6, 6–4        |
| 2004 | Mark Knowles Daniel Nestor       | David Rikl Leander Paes      | 6–3, 6–3             |
| 2006 | Martin Damm Leander Paes         | Jonas Björkman Max Mirnyj    | 6–7(5–7), 6–4, 6–3   |
| 2007 | Simon Aspelin Julian Knowle      | Lukáš Dlouhý Pavel Vízner    | 7–5, 6–4             |
| 2008 | Bob Bryan Mike Bryan             | Lukáš Dlouhý Leander Paes    | 7–6(7–5), 7–6(12–10) |
| 2009 | Lukáš Dlouhý Leander Paes        | Maheš Bhúpatí Mark Knowles   | 3–6, 6–3, 6–2        |
| 2012 | Bob Bryan Mike Bryan             | Radek Štěpánek Leander Paes  | 6–3, 6–4             |
| 2013 | Radek Štěpánek Leander Paes      | Alexander Peya Bruno Soares  | 6–1, 6–3             |

### US Open: Smíšená čtyřhra
| Rok  | Vítěz                                   | Poražený finalista                            | Výsledek          |
| ---- | --------------------------------------- | --------------------------------------------- | ----------------- |
| 1935 | Sarah Palfreyová Cookeová Enrique Maier | Kay Stammersová Roderich Menzel               | 6–4, 4–6, 6–3     |
| 1988 | Jana Novotná Jim Pugh                   | Elizabeth Sayersová Smylieová Patrick McEnroe | 7–5, 6–3          |
| 1992 | Nicole Provisová Mark Woodforde         | Helena Suková Tom Nijssen                     | 4–6, 6–3, 6–3     |
| 1993 | Helena Suková Todd Woodbridge           | Martina Navrátilová Mark Woodforde            | 6–3, 7–6          |
| 1994 | Elna Reinachová Patrick Galbraith       | Jana Novotná Todd Woodbridge                  | 6–2, 6–4          |
| 1995 | Meredith McGrathová Matt Lucena         | Gigi Fernándezová Cyril Suk                   | 6–4, 6–4          |
| 2006 | Martina Navrátilová Bob Bryan           | Květa Peschkeová Martin Damm                  | 6–2, 6–3          |
| 2010 | Liezel Huberová Bob Bryan               | Květa Peschkeová Ajsám Kúreší                 | 6–4, 6–4          |
| 2012 | Jekatěrina Makarovová Bruno Soares      | Květa Peschkeová Marcin Matkowski             | 6–7, 6–1, [12–10] |
| 2013 | Andrea Hlaváčková Max Mirnyj            | Abigail Spearsová Santiago González           | 7–6(7–5), 6–3     |

### US Open: Dvouhra juniorek
| Rok  | Vítěz             | Poražený finalista  | Výsledek      |
| ---- | ----------------- | ------------------- | ------------- |
| 1985 | Laura Garroneová  | Andrea Holíková     | 6–2, 7–6(7–0) |
| 1991 | Karina Habšudová  | Anne Mallová        | 6–1, 6–3      |
| 2002 | Maria Kirilenková | Barbora Strýcová    | 6–4, 6–4      |
| 2014 | Marie Bouzková    | Anhelina Kalininová | 6–4, 7–6(7–5) |
| 2022 | Alex Ealaová      | Lucie Havlíčková    | 6–2, 6–4      |
| 2023 | Katherine Huiová  | Tereza Valentová    | 6–4, 6–4      |

### US Open: Čtyřhra juniorek
| Rok  | Vítěz                                   | Poražený finalista                              | Výsledek         |
| ---- | --------------------------------------- | ----------------------------------------------- | ---------------- |
| 1985 | Andrea Holíková Radka Zrubáková         | Mariana Perezová Roldanová Patricia Tarabiniová | 6–4, 2–6, 7–5    |
| 1986 | Jana Novotná Radka Zrubáková            | Jelena Brjuchoveckaja Leila Meschiová           | 6–4, 6–2         |
| 1995 | Ludmila Varmužová Corina Morariuová     | Anna Kurnikovová Aleksandra Olszaová            | 6–3, 6–3         |
| 1999 | Dája Bedáňová Iroda Tuljaganovová       | Galina Fokinová Lina Krasnoruckaja              | 6–3, 6–4         |
| 2005 | Nikola Fraňková Alisa Klejbanovová      | Alexa Glatchová Vania Kingová                   | 7–5, 7–6(7–3)    |
| 2013 | Barbora Krejčíková Kateřina Siniaková   | Belinda Bencicová Sara Sorribesová Tormová      | 6–3, 6–4         |
| 2022 | Lucie Havlíčková Diana Shnaiderová      | Carolina Kuhlová Ella Seidelová                 | 6–3, 6–2         |
| 2024 | Malak El Allamiová Emily Sartz-Lundeová | Julie Paštiková Julia Stuseková                 | 6–2, 4–6, [10–6] |

### US Open: Dvouhra juniorů
| Rok  | Vítěz          | Poražený finalista | Výsledek           |
| ---- | -------------- | ------------------ | ------------------ |
| 2006 | Dušan Lojda    | Peter Polansky     | 7–6(7–4), 6–3      |
| 2011 | Oliver Golding | Jiří Veselý        | 5–7, 6–3, 6–4      |
| 2019 | Jonáš Forejtek | Emilio Nava        | 6–7(4–7), 6–0, 6–2 |

### US Open: Čtyřhra juniorů
| Rok  | Vítěz                         | Poražený finalista                 | Výsledek      |
| ---- | ----------------------------- | ---------------------------------- | ------------- |
| 1989 | Wayne Ferreira Grant Stafford | Martin Damm Jan Kodeš Jr.          | 6–3, 6–4      |
| 2001 | Tomáš Berdych Stéphane Bohli  | Brendan Evans Brett Joelson        | 6–4, 6–4      |
| 2010 | Duilio Beretta Roberto Quiroz | Jiří Veselý Oliver Golding         | 6–1, 7–5      |
| 2019 | Eliot Spizzirri Tyler Zink    | Andrew Paulson Alexander Zgirovsky | 7–6(7–4), 6–4 |
| 2024 | Maxim Mrva Rei Sakamoto       | Denis Peták Flynn Thomas           | 7–5, 7–6(7–1) |

## Finále s československou/českou účastí na obou stranách
| Rok  | Turnaj: kategorie             | Vítěz                                      | Poražený finalista                  | Výsledek           |
| ---- | ----------------------------- | ------------------------------------------ | ----------------------------------- | ------------------ |
| 1986 | US Open: Dvouhra mužů         | Ivan Lendl                                 | Miloslav Mečíř                      | 6–4, 6–2, 6–0      |
| 1989 | Australian Open: Dvouhra mužů | Ivan Lendl                                 | Miloslav Mečíř                      | 6–2, 6–2, 6–2      |
| 2017 | Australian Open: Čtyřhra žen  | Lucie Šafářová Bethanie Matteková-Sandsová | Andrea Hlaváčková Pcheng Šuaj       | 6–7(4–7), 6–3, 6–3 |
| 2018 | Wimbledon: Čtyřhra žen        | Barbora Krejčíková Kateřina Siniaková      | Květa Peschkeová Nicole Melicharová | 6–4, 4–6, 6–0      |
| 2022 | French Open: Čtyřhra juniorek | Sára Bejlek Lucie Havlíčková               | Nikola Bartůňková Céline Naefová    | 6–3, 6–3           |
| 2024 | French Open: Dvouhra juniorek | Tereza Valentová                           | Laura Samson                        | 6–3, 7–6(7–0)      |
| 2024 | US Open: Čtyřhra juniorů      | Maxim Mrva Rei Sakamoto                    | Denis Peták Flynn Thomas            | 7–5, 7–6(7–1)      |

## Počet dosažených finále - časové řady

### 1931–1940
| Grandslam       | 1931 | 1932 | 1933 | 1934 | 1935 | 1936 | 1937 | 1938 | 1939 | 1940 | Součet |
| --------------- | ---- | ---- | ---- | ---- | ---- | ---- | ---- | ---- | ---- | ---- | ------ |
| Australian Open | –    | –    | –    | –    | –    | –    | –    | –    | –    | –    | 0      |
| French Open     | –    | –    | –    | –    | –    | –    | –    | 1    | –    | NH   | 1      |
| Wimbledon       | –    | –    | –    | –    | –    | –    | –    | –    | –    | NH   | 0      |
| US Open         | –    | –    | –    | –    | 1    | –    | –    | –    | –    | –    | 1      |
| Součet          | 0    | 0    | 0    | 0    | 1    | 0    | 0    | 1    | 0    | 0    | 2      |

### 1941–1950
| Grandslam       | 1941 | 1942 | 1943 | 1944 | 1945 | 1946 | 1947 | 1948 | 1949 | 1950 | Součet |
| --------------- | ---- | ---- | ---- | ---- | ---- | ---- | ---- | ---- | ---- | ---- | ------ |
| Australian Open | NH   | NH   | NH   | NH   | NH   | –    | –    | –    | –    | –    | 0      |
| French Open     | NH   | NH   | NH   | NH   | NH   | 1    | –    | 3    | –    | –    | 4      |
| Wimbledon       | NH   | NH   | NH   | NH   | NH   | –    | –    | 1    | 1    | –    | 2      |
| US Open         | –    | –    | –    | –    | –    | –    | –    | –    | –    | –    | 0      |
| Součet          | 0    | 0    | 0    | 0    | 0    | 1    | 0    | 4    | 1    | 0    | 6      |

### 1951–1960
| Grandslam       | 1951 | 1952 | 1953 | 1954 | 1955 | 1956 | 1957 | 1958 | 1959 | 1960 | Součet |
| --------------- | ---- | ---- | ---- | ---- | ---- | ---- | ---- | ---- | ---- | ---- | ------ |
| Australian Open | –    | –    | –    | –    | –    | –    | –    | –    | –    | –    | 0      |
| French Open     | –    | –    | –    | –    | –    | –    | 1    | –    | –    | –    | 1      |
| Wimbledon       | –    | –    | –    | –    | –    | –    | –    | –    | –    | –    | 0      |
| US Open         | –    | –    | –    | –    | –    | –    | –    | –    | –    | –    | 0      |
| Součet          | 0    | 0    | 0    | 0    | 0    | 0    | 1    | 0    | 0    | 0    | 1      |

### 1961–1970
| Grandslam       | 1961 | 1962 | 1963 | 1964 | 1965 | 1966 | 1967 | 1968 | 1969 | 1970 | Součet |
| --------------- | ---- | ---- | ---- | ---- | ---- | ---- | ---- | ---- | ---- | ---- | ------ |
| Australian Open | –    | –    | –    | –    | –    | –    | –    | –    | –    | –    | 0      |
| French Open     | 1    | –    | –    | –    | –    | –    | –    | –    | –    | 2    | 3      |
| Wimbledon       | –    | 1    | –    | –    | –    | –    | –    | –    | –    | –    | 1      |
| US Open         | –    | –    | –    | –    | –    | –    | –    | –    | –    | –    | 0      |
| Součet          | 1    | 1    | 0    | 0    | 0    | 0    | 0    | 0    | 0    | 2    | 4      |

### 1971–1980
| Grandslam       | 1971 | 1972 | 1973 | 1974 | 1975 | 1976 | 1977 | 1978 | 1979 | 1980 | Součet |
| --------------- | ---- | ---- | ---- | ---- | ---- | ---- | ---- | ---- | ---- | ---- | ------ |
| Australian Open | –    | –    | –    | –    | 1    | 2    | –    | 1    | –    | 1    | 5      |
| French Open     | 1    | 1    | 2    | 1    | 3    | 1    | 3    | 3    | –    | 1    | 16     |
| Wimbledon       | –    | –    | 2    | –    | 1    | –    | –    | 2    | –    | –    | 5      |
| US Open         | 1    | –    | 1    | –    | –    | –    | –    | –    | –    | 1    | 3      |
| Součet          | 2    | 1    | 5    | 1    | 5    | 3    | 3    | 6    | 0    | 3    | 29     |

### 1981–1990
| Grandslam       | 1981 | 1982 | 1983 | 1984 | 1985 | 1986 | 1987 | 1988 | 1989 | 1990 | Součet |
| --------------- | ---- | ---- | ---- | ---- | ---- | ---- | ---- | ---- | ---- | ---- | ------ |
| Australian Open | –    | –    | 1    | 2    | 2    | NH   | 1    | 1    | 4    | 2    | 13     |
| French Open     | 3    | –    | –    | 3    | 4    | 2    | 2    | 1    | 1    | 2    | 18     |
| Wimbledon       | 1    | 1    | –    | –    | 2    | 4    | 2    | 1    | 4    | 3    | 18     |
| US Open         | –    | 2    | 1    | 2    | 5    | 4    | 1    | 2    | 2    | 1    | 20     |
| Součet          | 4    | 3    | 2    | 7    | 13   | 10   | 6    | 5    | 11   | 8    | 69     |

### 1991–2000
| Grandslam       | 1991 | 1992 | 1993 | 1994 | 1995 | 1996 | 1997 | 1998 | 1999 | 2000 | Součet |
| --------------- | ---- | ---- | ---- | ---- | ---- | ---- | ---- | ---- | ---- | ---- | ------ |
| Australian Open | 4    | 1    | 1    | 2    | 3    | 2    | –    | 2    | 1    | –    | 16     |
| French Open     | 3    | 1    | 1    | 1    | 2    | 2    | 1    | 1    | –    | –    | 12     |
| Wimbledon       | 1    | 3    | 2    | 3    | 2    | 2    | 2    | 2    | 1    | 1    | 19     |
| US Open         | 2    | 2    | 4    | 2    | 2    | 1    | 2    | 2    | 1    | –    | 18     |
| Součet          | 10   | 7    | 8    | 8    | 9    | 7    | 5    | 7    | 3    | 1    | 65     |

### 2001–2010
| Grandslam       | 2001 | 2002 | 2003 | 2004 | 2005 | 2006 | 2007 | 2008 | 2009 | 2010 | Součet |
| --------------- | ---- | ---- | ---- | ---- | ---- | ---- | ---- | ---- | ---- | ---- | ------ |
| Australian Open | 1    | 1    | 2    | 2    | 1    | 1    | –    | –    | –    | 2    | 10     |
| French Open     | 2    | 1    | 1    | 1    | –    | –    | 1    | –    | 1    | 2    | 9      |
| Wimbledon       | 2    | 1    | 1    | –    | –    | –    | 1    | –    | –    | 2    | 7      |
| US Open         | 1    | 2    | –    | 1    | 1    | 3    | 1    | 1    | 1    | 2    | 13     |
| Součet          | 6    | 5    | 4    | 4    | 2    | 4    | 3    | 1    | 2    | 8    | 39     |

### 2011–2020
| Grandslam       | 2011 | 2012 | 2013 | 2014 | 2015 | 2016 | 2017 | 2018 | 2019 | 2020 | Součet |
| --------------- | ---- | ---- | ---- | ---- | ---- | ---- | ---- | ---- | ---- | ---- | ------ |
| Australian Open | 2    | 2    | 3    | –    | 2    | 3    | 1    | –    | 3    | 2    | 18     |
| French Open     | 1    | 1    | 2    | 1    | 4    | 1    | 1    | 2    | 1    | –    | 14     |
| Wimbledon       | 4    | 1    | 1    | 2    | –    | –    | 1    | 2    | 2    | NH   | 13     |
| US Open         | 1    | 3    | 4    | 1    | –    | 2    | 1    | –    | 2    | –    | 14     |
| Součet          | 8    | 7    | 10   | 4    | 6    | 6    | 4    | 4    | 8    | 2    | 59     |

### 2021–2030
| Grandslam       | 2021 | 2022 | 2023 | 2024 | 2025 | 2026 | 2027 | 2028 | 2029 | 2030 | Součet |
| --------------- | ---- | ---- | ---- | ---- | ---- | ---- | ---- | ---- | ---- | ---- | ------ |
| Australian Open | 2    | 2    | 1    | 3    | 2    |      |      |      |      |      | 10     |
| French Open     | 3    | 2    | 1    | 3    | 1    |      |      |      |      |      | 10     |
| Wimbledon       | 1    | 1    | 5    | 3    | 2    |      |      |      |      |      | 12     |
| US Open         | –    | 3    | 1    | 2    |      |      |      |      |      |      | 6      |
| Součet          | 6    | 8    | 8    | 11   | 5    |      |      |      |      |      | 35     |

Pozn.: Finále s československou/českou účastí na obou stranách se do časových řad započítávají pouze 1x.

## Tenisté s nejvyšším počtem dosažených finále (5 a více)
| Jméno                 | Období    | Počet finálových účastí | Počet finálových účastí | Počet finálových účastí | Počet finálových účastí | Počet finálových účastí |
| Jméno                 | Období    | Juniorská kategorie     | Dvouhra                 | Čtyřhra                 | Smíšená čtyřhra         | Celkem                  |
| --------------------- | --------- | ----------------------- | ----------------------- | ----------------------- | ----------------------- | ----------------------- |
| Jana Novotná          | 1986-1998 | 1 (1:0)                 | 4 (1:3)                 | 23 (12:11)              | 5 (4:1)                 | 33 (18:15)              |
| Helena Suková         | 1981-1998 | 2 (0:2)                 | 4 (0:4)                 | 14 (9:5)                | 8 (5:3)                 | 28 (14:14)              |
| Ivan Lendl            | 1978-1991 | 2 (2:0)                 | 19 (8:11)               | –                       | –                       | 21 (10:11)              |
| Barbora Krejčíková *  | 2013-2024 | 4 (3:1)                 | 2 (2:0)                 | 8 (7:1)                 | 3 (3:0)                 | 17 (15:2)               |
| Kateřina Siniaková *  | 2013-2025 | 4 (3:1)                 | –                       | 12 (10:2)               | 1 (1:0)                 | 17 (14:3)               |
| Hana Mandlíková       | 1978-1987 | 2 (1:1)                 | 8 (4:4)                 | 3 (0:3)                 | –                       | 13 (5:8)                |
| Cyril Suk             | 1985-1998 | 3 (1:2)                 | –                       | 1 (1:0)                 | 8 (4:4)                 | 12 (6:6)                |
| Barbora Strýcová      | 2001-2023 | 7 (5:2)                 | –                       | 3 (2:1)                 | –                       | 10 (7:3)                |
| Lucie Hradecká        | 2011-2017 | –                       | –                       | 6 (2:4)                 | 3 (1:2)                 | 9 (3:6)                 |
| Petr Korda            | 1985-1998 | 4 (2:2)                 | 2 (1:1)                 | 2 (1:1)                 | –                       | 8 (4:4)                 |
| Renáta Tomanová       | 1970-1980 | 2 (1:1)                 | 2 (0:2)                 | 2 (1:1)                 | 2 (1:1)                 | 8 (3:5)                 |
| Andrea Hlaváčková     | 2011-2017 | –                       | –                       | 6 (2:4)                 | 1 (1:0)                 | 7 (3:4)                 |
| Lucie Šafářová        | 2015-2017 | –                       | 1 (0:1)                 | 5 (5:0)                 | –                       | 6 (5:1)                 |
| Ludmila Varmužová     | 1994-1996 | 6 (4:2)                 | –                       | –                       | –                       | 6 (4:2)                 |
| Jan Kodeš             | 1970-1977 | –                       | 5 (3:2)                 | 1 (0:1)                 | –                       | 6 (3:3)                 |
| Lukáš Dlouhý          | 2007-2010 | –                       | –                       | 6 (2:4)                 | –                       | 6 (2:4)                 |
| Květa Peschkeová      | 2006-2018 | –                       | –                       | 3 (1:2)                 | 3 (0:3)                 | 6 (1:5)                 |
| Andrea Strnadová      | 1989-1990 | 5 (4:1)                 | –                       | –                       | –                       | 5 (4:1)                 |
| Jaroslav Drobný       | 1946-1949 | –                       | 3 (1:2)                 | 1 (1:0)                 | 1 (1:0)                 | 5 (3:2)                 |
| Markéta Vondroušová * | 2014-2023 | 3 (2:1)                 | 2 (1:1)                 | –                       | –                       | 5 (3:2)                 |
| Martina Navrátilová   | 1973-1975 | 1 (0:1)                 | 2 (0:2)                 | 1 (1:0)                 | 1 (1:0)                 | 5 (2:3)                 |
| Martin Damm           | 1989-2006 | 1 (0:1)                 | –                       | 3 (2:1)                 | 1 (0:1)                 | 5 (2:3)                 |
| Radek Štěpánek        | 2002-2016 | –                       | –                       | 5 (2:3)                 | –                       | 5 (2:3)                 |
| Jiří Veselý *         | 2010-2011 | 5 (2:3)                 | –                       | –                       | –                       | 5 (2:3)                 |

* = stále aktivní na okruhu